# دالي دابن
دالي دابن (بالإنجليزية: Dale Dubin)‏ هو جراح أمريكي، ولد في 1940.